# Ian Arkwright
Ian Arkwright (* 18. September 1959 in Shafton) ist ein ehemaliger englischer Fußballspieler.

## Karriere
Arkwright kam Anfang der 1970er als Schüler der Willowgarth School in Brierley sowohl im Fußball als auch Rugby Union für Auswahlteams von Barnsley und Yorkshire zum Einsatz. Er wurde zudem für die englische Fußball-Schülernationalmannschaft nominiert. Nach dem Ende seiner Schulzeit 1975 schloss er sich den Wolverhampton Wanderers als Apprentice (dt. Auszubildender) an, entscheidend für die Wahl sei das Kontingent von aus Yorkshire stammenden Spielern (Steve Daley, Martin Patching und Alan Sunderland) bei Wolverhampton gewesen.
Im September 1977 erhielt er seinen ersten Profivertrag, bis zu seinem Pflichtspieldebüt in der ersten Mannschaft dauerte es noch ein weiteres Jahr. Ende September 1978 debütierte er bei einem 1:0-Sieg gegen die Queens Park Rangers; in den folgenden drei Wochen schlossen sich drei weitere Erstligaeinsätze an. Nach einer 0:2-Niederlage gegen den FC Middlesbrough verlor er seinen Platz im Team wieder und nach der Entlassung von Sammy Chung im November 1978 spielte er unter dessen Nachfolger John Barnwell keine Rolle mehr, der stattdessen auf die erfahreneren Daley, Willie Carr, Peter Daniel und Kenny Hibbitt setzte. Im November 1979 spielte er mit den Wolverhampton Wanderers in einem Benefizspiel für Gareth Davies gegen eine verstärkte Wrexham-Auswahl, der unter anderem auch George Best angehörte (Endstand 2:3). 
Im März 1980 wurde er an den Zweitligisten AFC Wrexham verliehen, dessen Trainer Arfon Griffiths im Benefizspiel auf Arkwright aufmerksam geworden war. Sein erster Auftritt bei einem 1:1 gegen den FC Fulham wurde positiv bewertet, so vermerkte der Liverpool Echo über ihn: „die Art wie der zierliche Arkwright das Mittelfeld kommandierte und mit zielgenauen Pässen flutete, erinnerte an die früheren Tage von Arfon Griffiths.“ Arkwright kam bis Saisonende an zehn von elf Spielen zum Einsatz, in der Sommerpause wurde er für eine Ablöse von 100.000 Pfund fest verpflichtet.
In der Folge wurde Arkwright von zwei schweren Verletzung zurückgeworfen. Bereits im zweiten Saisonspiel der Spielzeit 1980/81 erlitt er im Spiel gegen Cardiff City eine Knöchelverletzung und fiel für mehrere Monate aus, sein Comeback gab er im Rückspiel gegen Cardiff im November 1980. Im Januar 1981 wirkte er an allen drei FA-Cup-Spielen in der dritten Runde gegen den Titelverteidiger West Ham United mit, als durch einen 1:0-Sieg nach Verlängerung im zweiten Wiederholungsspiel ein Überraschungserfolg gelang. Das Aus ereilte den Klub in der fünften Runde durch ein 1:3 bei Arkwrights Ex-Klub Wolverhampton. Im August 1981 erlitt er im Training einen Beinbruch, ab Ende Dezember 1981 war er wieder zu leichten Trainingseinheiten in der Lage und bestritt im Februar 1982 für die Reserve erstmals wieder ein Spiel.
In der ersten Mannschaft kam er erst zum Saisonende hin noch zu vier Einsätzen, als der Klub an den letzten Spieltagen noch auf einen Abstiegsplatz rutschte und in die Third Division abstieg. Dort misslang in der Saison 1982/83 der Umbruch, die Abgänge von Dai Davies, Joey Jones, Billy Ronson, Steve Fox, Ian Edwards, Mick Vinter, Frank Carrodus, Dixie McNeil und Wayne Cegielski konnten nicht kompensiert werden, vielversprechende Leihspieler wie Kevin Bremner, Jim Steel und Robbie Savage konnte Cheftrainer Bobby Roberts aus finanziellen Gründen nicht längerfristig verpflichten. Arkwright kam zwar in 44 von 46 Ligaspielen zum Einsatz, deutete wiederholt sein Leistungsvermögen an und erzielte sechs Tore, die Mannschaft stieg aber erneut ab und wurde in die Fourth Division durchgereicht. Dort war Arkwright eigentlich für einen ablösefreien Transfer freigegeben, einigte sich mit dem Klub aber bei reduzierten Bezügen auf eine Fortsetzung seines Vertrags. Auch in der vierten Spielklasse fand sich Wrexham im unteren Tabellendrittel wieder und Arkwright kam ab dem Frühjahr 1984 zunehmend seltener zum Einsatz. Auch im Welsh Cup, den Wrexham im Finale gegen Shrewsbury Town verlor, wirkte er nach dem Viertelfinale nicht mehr mit. Nach einem kurzen leihweisen Aufenthalt im März 1984 beim Ligakonkurrenten Torquay United unter David Webb, verließ er Wrexham am Saisonende nach 135 Pflichtspielen (11 Tore).
Die Sommermonate 1984 spielte er in Finnland für Hangö IK, im September 1984 schloss er sich dem irischen Erstligisten Finn Harps an, für den er in drei Spielzeiten insgesamt sechs Ligatore erzielte. Zudem stand er mit dem Team 1985 im Finale um den League of Ireland Cup (1:2 gegen Waterford United) und 1987 im Finale um den League of Ireland Shield (2:4 gegen EMFA). Nach seiner Profilaufbahn zog Arkwright zurück nach Barnsley und ist beruflich im Druckereigewerbe tätig. Fußballerisch war er noch einige Zeit für eine Firmenmannschaft aktiv, bevor er wegen Sprunggelenksarthrose mit dem Sport aufhören musste.